# Klaus Hahlbrock
Klaus Hahlbrock (* 4. November 1935 in Hameln) ist ein deutscher Biochemiker. Er war von 1983 bis 2002 Direktor am Max-Planck-Institut für Züchtungsforschung in Köln sowie ab 1996 Vizepräsident der Max-Planck-Gesellschaft.

## Leben
Klaus Hahlbrock, wie Karl-Heinz Hahlbrock geboren in Hameln, studierte Chemie und wurde 1965 an der Universität Freiburg zum Dr. rer. nat. promoviert. Als Postdoc forschte er von 1967 bis 1968 an der UC Davis bei Eric E. Conn. Anschließend habilitierte er sich und wurde in Freiburg im Breisgau Professor für Biochemie. 1983 wechselte er zur Max-Planck-Gesellschaft und wurde Direktor am Max-Planck-Institut für Züchtungsforschung in Köln. Von 1996 bis zu seiner Emeritierung 2002 diente er auch als Vizepräsident der MPG.
Von 2004 bis 2007 war er Vorsitzender der Ortsgruppe Hinterzarten-Breitnau des Schwarzwaldvereins.

## Preise und Auszeichnungen
- 1979: ‘Tate and Lyle Award’ der Phytochemical Society of Europe
- 1985: Otto-Bayer-Preis
- 1990: Mitglied der Akademie der Naturforscher Leopoldina
- 1993: Mitglied der Academia Europaea[2]
- 1994: Mitglied der National Academy of Sciences der USA[3]
- Kopernikus-Medaille der Polnischen Akademie der Wissenschaften
- 2002: Verdienstorden 1. Klasse der Bundesrepublik Deutschland[4]
- Alexander von Humboldt Senior Scientist Award der Polnischen Wissenschaftsstiftung